# Bairdoppilata carinata
Bairdoppilata carinata is een mosselkreeftjessoort uit de familie van de Bairdiidae. De wetenschappelijke naam van de soort is voor het eerst geldig gepubliceerd in 1961 door Kornicker.